# Cotova
Cotova est une commune du raïon de Drochia au nord de la Moldavie. En 2014, la population est de 2 944 habitants.

## Démographie
| Groupe ethnique      | Part    |
| -------------------- | ------- |
| Moldaves et Roumains | 87,77 % |
| Ukrainiens           | 11,41 % |
| Russes               | 0,82 %  |